# Пежо 307
„Пежо 307“ („Peugeot 307“) е модел средни автомобили на френската компания „Пежо“, произвеждани от 2001 до 2008 година. Той заменя „Пежо 306“ и то своя страна е заменен от „Пежо 308“.
„Пежо 307“ води началото си от представения за първи път през 2000 година на автомобилното изложение в Париж прототип „307 Промете“. Първите серийно произвеждани автомобили на европейския пазар се появяват през през 2001 година. „Пежо 307“ става европейски Автомобил на годината за 2002 година.
Първоначално „Пежо 307“ се предлага като хечбек с три и пет врати хечбек. През 2002 година са въведени две нови комби версии – „Пежо 307 Брейк“ и „Пежо 307 SW“, като „307 Break“ има стандартно оборудване и стъклен покрив. През втората половина на 2002 година е представена версията кабриолет „Пежо 307 СС“.